# Słochynie (przystanek kolejowy)
Słochynie (ukr. Слохиня, ros. Слохиня) – przystanek kolejowy w miejscowości Słochynie, w rejonie samborskim, w obwodzie lwowskim, na Ukrainie.